# Mary Harronová
Mary Harron (* 12. ledna 1953 Bracebridge, Ontario, Kanada) je kanadská režisérka a scenáristka.

## Život a kariéra
Narodila se v ontarijském městě Bracebridge. Její matkou byla Gloria Fisherová, otcem herec Don Harron. Ve svých třinácti letech se s rodinou přestěhovala do Anglie, kde následně studovala na St Anne's College na Oxfordské univerzitě. V době pobytu v Anglii chodila s pozdějším premiérem Tonym Blairem. Později se usadila v New Yorku, kde se stala součástí punkové scény sedmdesátých let. Stála například u zrodu časopisu Punk, do něhož přispívala svými články. V osmdesátých letech, kdy žila znovu v Anglii, působila jako divadelní kritička pro britský magazín The Observer, zatímco své hudební články publikovala v The Guardian. V devadesátých letech se vrátila do New Yorku a začala pracovat v oblasti filmu. Nejprve produkovala dokumentární seriál Edge, zaměřený na populární kulturu.
Svůj režijní debut s názvem Střelila jsem Andyho Warhola natočila v roce 1996. Je založen na příběhu Valerie Solanasové a jejím neúspěšném atentátu na výtvarníka a režiséra Andyho Warhola. Hudbu k filmu složil velšský hudebník John Cale, který v minulosti právě s Warholem spolupracoval. Jejím druhým filmem bylo Americké psycho z roku 2000, jde o ztvárnění stejnojmenného románu Breta Eastona Ellise. Hudbu měl i v tomto případě na svědomí John Cale. Na scénáři spolupracovala s Guinevere Turner, která se podílela i na jejím dalším snímku Ta známá Bettie Page (2005). Ten vypráví příběh modelky Bettie Page. O šest let novější snímek Můří deníky je adaptací stejnojmenné knihy od Rachel Klein. O dva roky později byl uveden snímek Anna Nicole, což byl příběh modelky Anny Nicole Smith. Snímek se však nedostal do kinodistribuce a uveden byl pouze v televizi a DVD. V roce 2016 začala s Guinevere Turner pracovat na filmu o „Rodině“ Charlese Mansona, který vychází z knih od Eda Sanderse a Karlene Faith. Snímek dostal název Charlie Says a premiéru měl v září 2018 na Benátském filmovém festivalu.
Již v květnu 2018 bylo oznámeno, že Harronová bude režírovat životopisný snímek o malíři Salvadoru Dalím nazvaný Dali Land. Po premiéře Mansonova filmu bylo dále oznámeno, že až dokončí snímek Dali Land, natočí adaptaci románu The Orange Eats Creeps od spisovatelky Grace Krilanovich, a to opět ve spolupráci se scenáristkou Guinevere Turner.
Kromě filmové tvorby pracuje také v oblasti televizních seriálů. Režírovala například jednotlivé epizody seriálů Velká láska, Stoupenci zla a Graceland. Roku 2017 natočila všech šest epizod seriálu Alias Grace. Jde o adaptaci románu od Margaret Atwoodové.
Ve filmu CBGB: Kolébka punku ji hrála Ahna O'Reilly. Jejím manželem je od roku 1998 filmař John C. Walsh. Spolu s ním natočila roku 2008 krátkometrážní film Holding Fast, k němuž složil hudbu Randall Woolf.

## Filmografie
Film
- Střelila jsem Andyho Warhola (1996) – režie, scénář
- Americké psycho (2000) – režie, scénář
- The Weather Underground (2002) – produkce
- Ta známá Bettie Page (2005) – režie, scénář, produkce
- Můří deníky (2011) – režie
- Anna Nicole (2013) – režie
- Charlie Says (2018) – režie
- Dali Land (2021) – režie, scénář

Televize
- Zločin v ulicích (1998) – režie (jedna epizoda)
- Oz (1998) – režie (jedna epizoda)
- Pasadena (2002) – režie (jedna epizoda)
- Láska je Láska (2004) – režie (jedna epizoda)
- Odpočívej v pokoji (2005) – režie (jedna epizoda)
- Velká láska (2006) – režie (jedna epizoda)
- Podstata strachu (2008) – režie (jedna epizoda)
- Stoupenci zla (2015) – režie (jedna epizoda)
- Graceland (2015) – režie (jedna epizoda)
- Constantine (2015) – režie (jedna epizoda)
- Alias Grace (2017) – režie (šest epizod)
- The Expecting (2020) – režie (jedenáct epizod)